# The Burning Rivet
The Burning Rivet è un cortometraggio muto del 1913 diretto da Barry O'Neil.

## Produzione
Il film fu prodotto dalla Lubin Manufacturing Company.

## Distribuzione
Distribuito dalla General Film Company, il film - un cortometraggio di due bobine - uscì nelle sale cinematografiche USA il 21 agosto 1913.